# Agnese di Loon

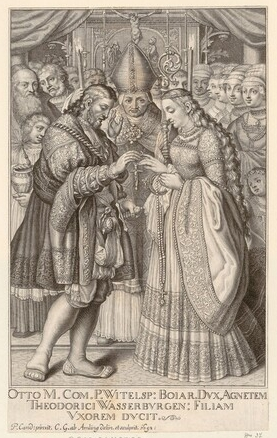
Il matrimonio fra Ottone I e Agnese di Loon, in un'incisione del XVIII secolo (Carl Gustav Amling)

Agnese di Loon (in tedesco Agnes von Loon) (Borgloon, 1150 – Wartenberg, 26 marzo 1191) fu duchessa consorte di Baviera.

## Biografia
Figlia di Ludovico I di Loon (circa 1107–1171) e di sua moglie Agnese di Metz (intorno al 1114–1175/1180) a sua volta figlia di Folmar V, conte di Metz, e di Matilde di Dagsburg Agnese era originaria della contea di Loon situata nell'attuale Belgio.
La casata di Loos aveva dei legami con la famiglia nobiliare dei Rieneck il cui territorio confinava con quello dell'arcidiocesi di Magonza all'epoca retta da Corrado di Wittelsbach. Probabilmente fu questo il collegamento per cui nel 1169, all'età di 19 anni, Agnese sposò Ottone I di Baviera (1117–1183) (fratello di Corrado) a Kelheim.
Ottone era uno dei figli di Ottone IV di Scheyern della famiglia nobiliare dei conti di Scheyern. In seguito al trasferimento presso il castello di Wittelsbach fatto edificare nei pressi di Aichach la famiglia assunse il nome von Wittelsbach, Ottone e Agnese sono considerati i capostipiti del casato di Wittelsbach.
Il 16 settembre del 1180 venne assegnato ad Ottone il ducato di Baviera. 
Agnese ha lasciato profonde tracce nella storia della Baviera, fu infatti lei a introdurre il Leitname Ludovico (Ludwig), destinato a diventare uno dei nomi più usati nella famiglia Wittelsbach.

## Discendenza
Agnese di Loon si sposò nel 1169 con Ottone I di Baviera, da cui ebbe i seguenti figli:
- Ottone (1169-1181);
- Sofia (1170-1238), che nel 1196 sposò il langravio di Turingia Ermanno I;
- Heilica (1171-1200), che sposò il conte Teodorico di Wasserburg;
- Agnese (1172-1200), che sposò il conte Enrico di Plain;
- Riccarda (1173-1231), che sposò Ottone I di Gheldria;
- Ludovico (1174-1231);
- Heilica II (1176 o 1177-1214), che sposò Adalberto III conte di Dillingen;
- Elisabetta (1178 circa-1190), che sposò il margravio Bertoldo III di Vohburg;
- Mechthild (Matilde) (intorno al 1180-1231), che sposò Rapoto II di Ortenburg[4].